# Jim Beam

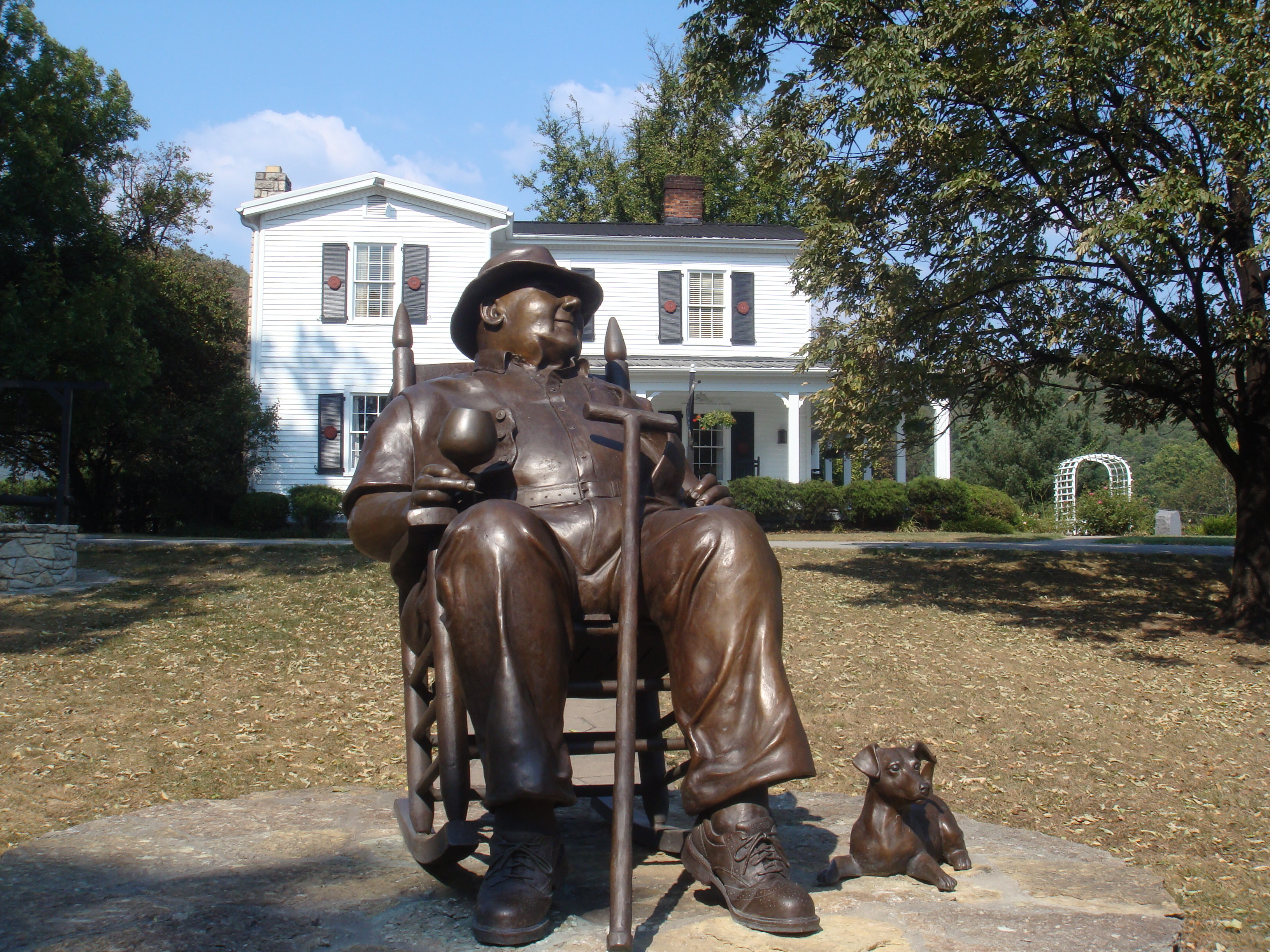
Statua di Booker Noe, nipote di Jim Beam, alla distilleria dello stesso nome a Clermont, nel Kentucky.

Jim Beam è una distilleria di whisky situata a Clermont, nel Kentucky, dal 1795. Elabora un grande numero di bourbon di diversi tipi, distribuiti sotto vari marchi (Jim Beam, Knob Creek, basil Hayden's ou Bakers).

## Storia
Ci sono state sette generazioni di distillatori nella famiglia Beam:
- Jacob Beam (1770-1834)
- David Beam (1802-1854)
- David M. Beam (1833-1913)
- Col. James B. Beam (1864-1947)
- T. Jeremiah Beam (1899-1977)
- Booker Noe (1929-2004)
- Fred Noe (1957-)

La distilleria Jim Beam deve il suo nome a James Beauregard Beam, il terzo figlio di David Beam, che assume il comando dell'impresa familiare nel 1894. Nel 1919, con la messa in atto del divieto, la distilleria cessa la produzione di whisky per la prima volta dal 1795. Jim Beam parte per la Florida per coltivare limoni. Lì dirigerà anche una miniera di carbone, prima di ritornare nel Kentucky quando cessa il divieto di distillazione, così nel 1934 ricostruisce la distilleria familiare. Nel 1946 suo figlio T. Jeremiah Beam diventa presidente e tesoriere dell'impresa. Fin dai suoi 21 anni il nipote di Jim Beam, F. Booker Noe Jr., diventa un dipendente della società. Nel 1960 diventa Master Distiller Emeritus. Nel frattempo Jim Beam apre una seconda distilleria a Boston. Fred Noe (Frederick Booker Noe III), che rappresenta la settima generazione dei Beam, è distillatore associato agli stabilimenti di Clermont.
Dopo essere stata di proprietà della Fortune Brands nel gennaio 2014 è stata ceduta alla Suntory, diventando Beam Suntory.

## Whisky
I whisky venduti sotto la marca Jim Beam (a eccezione del rye whiskey) sono come il bourbon, e sono costituiti per almeno il 51% da granoturco e invecchiati almeno due anni in barili di quercia carbonizzati internamente (il tempo di invecchiamento minimo richiesto per la denominazione straight Bourbon). Jim Beam aggiunge anche segale e orzo ai suoi grani.
Poiché produce altri bourbon Jim Beam utilizza una parte della fermentazione precedente per creare una migliore miscela della nuova fermentazione. Questo metodo è chiamato sour mash (mosto aspro), simile a quello utilizzato per la fabbricazione di pane al lievito.
La distilleria Jim Beam produce anche bourbon di small batch (è un assemblaggio ristretto di whisky che provengono da circa venti barili): Knob Creek, Booker's (introdotto nel 1988 e battezzato con il nome del suo creatore Booker Noe, nipote di Jim Beam), Basil Hayden's et Bakers.

## Marche prodotte

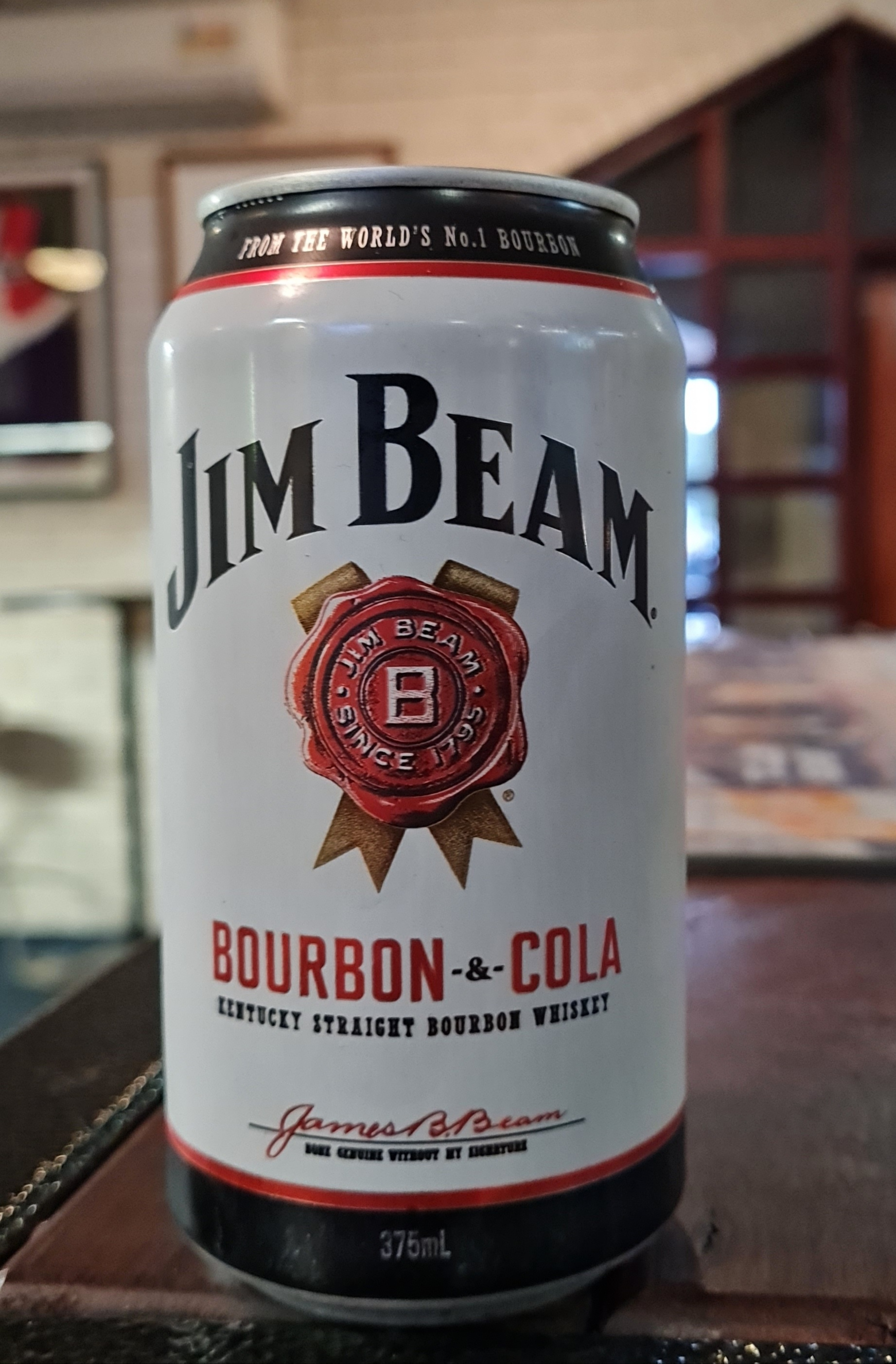
Jim Beam Cola

Esistono molti tipi di whisky venduti sotto la marca Jim Beam, spesso semplicemente chiamata Beam negli Stati Uniti d'America:
- Jim Beam (a volte chiamato White, invecchiato quattro anni, con 40°)
- Jim Beam's Choice (ha l'etichetta verde, invecchiato cinque anni, con 40°)
- Jim Beam Black (sour mash, invecchiato otto anni, con 43°)
- Jim Beam Rye (rye whiskey ha l'etichetta gialla, invecchiato quattro anni, con 40°)
- Jim Beam White l'etichetta con la marca del faro, è conosciuto per il suo colore ambrato.

Il gruppo Fortune Brands commercia il marchio nei cocktail party con l'etichetta Jim Beam:
- Jim Beam & Cola
- Jim Beam Black & Cola
- Jim Beam Choice and Dry

Il marchio ha riportato circa 500 milioni di dollari netti al gruppo Fortune Brands nel 2005, facendo di Jim Beam il quinto marchio più redditizio del gruppo, e l'etichetta numero uno del suo ramo alcool e alcolici, che conta in particolare il cognac Courvoisier, la tequila Sauza e i vini Clos du Bois.
La marca Jim Beam è anche conosciuta per le sue sponsorizzazioni nei settori sportivo e musicali. Jim Beam Racing sponsorizza in particolare il pilota di NASCAR, Robby Gordon e degli artisti e concerti ai quali l'impresa associa il suo marchio.